# 多良村
22°29′45″N 120°56′46″E / 22.495843°N 120.946213°E
多良村，是臺灣臺東縣太麻里鄉所轄的9個村之一，地理位置位於台東縣太麻里鄉南緣，東臨太平洋，西倚南大武山，北接金崙村，南與大武鄉大竹村為鄰。

## 社區現況
本村居民以排灣族人居多，宗教信仰方面，瀧部落以信奉基督教、天主教為主，大溪部落有真耶穌教會、基督教以及信奉道教、佛教等。本村居民多以務農為生。

## 觀光
- 多良車站
- 多良農場
- 瀧部落

## 交通

### 公路
- 台9線南迴公路

### 台鐵
- 瀧溪車站

### 客運
- 東台灣客運（原鼎東客運）